# Барчис

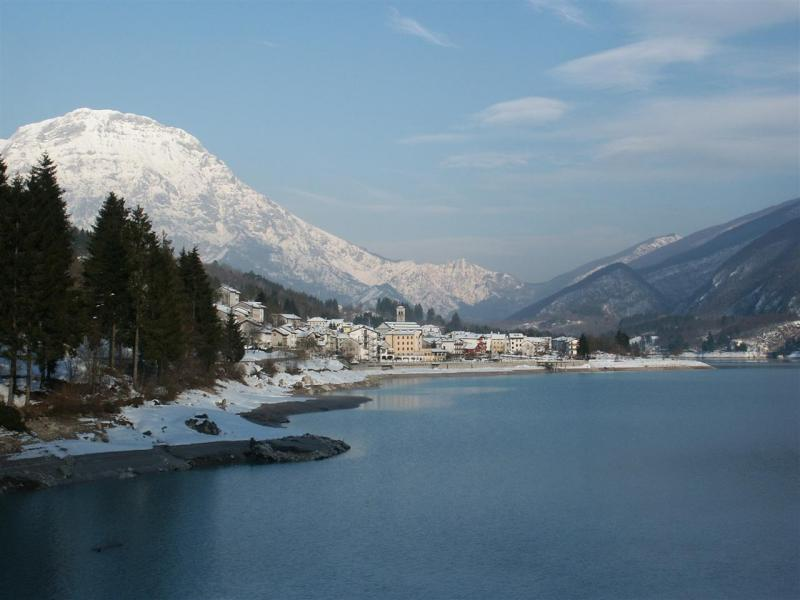
Барчис на берегу рукотворного озера

Барчис (итал. Barcis) — коммуна в Италии, располагается в регионе Фриули-Венеция-Джулия, в провинции Порденоне.
Население составляет 275 человек (2008 г.), плотность населения составляет 3 чел./км². Занимает площадь 102 км². Почтовый индекс — 33080. Телефонный код — 0427.
Покровителем коммуны почитается святой Иоанн Креститель, празднование 24 июня.

## Демография
Динамика населения:

## Администрация коммуны
- Официальный сайт: http://www.barcis.fvg.it/ Архивная копия от 19 августа 2009 на Wayback Machine